# Ceuta
Autonomní město Ceuta ['seuta] je spolu s městem Melilla jednou ze dvou španělských exkláv na pobřeží severní Afriky, ležící na nejsevernějším cípu Maghrebu poblíž Gibraltarského průlivu. Na město si činí nárok Maroko. Až do roku 1995 náleželo město k provincii Cádiz. Město často využívají Afričané pro ilegální migraci do EU.

## Etymologie
Původ jména Ceuta můžeme odvodit od označení sedmi pahorků latinskou číslovkou (Septem Fratres) Septem > Septa > Ceita > Ceupta > Ceuta.

## Historie

Královské hradby v Ceutě

Strategické umístění Ceuty z ní vytvořilo rozhodující bod pro mnoho kulturních obchodních a vojenských událostí. Kartaginci v 5. století př. n. l. pojmenovali město Abyla. Okolo roku 42 toto přístavní město převzali Římané, kterým Ceuta sloužila výlučně k vojenským účelům. Asi o 400 let později je vytlačili Vandalové a později připadlo město Vizigótům a Byzantincům.
- v 7. století byla Ceuta dobyta Araby
- 1415 byla Ceuta za vlády Jana I. Portugalského zabrána Portugalci
- 1580 se Portugalsko spojilo personální unií se Španělskem, a tak se Ceuta stala součástí Španělska
- 1648 marocký vůdce, Ahmad Gailan, uvalil Ceutu do blokády, ta byla ukončena v roce 1655
- V roce 1640 Portugalsko opět získalo nezávislost. Zástupci Ceuty požádali o setrvání pod španělskou vládou. - Marocký sultán Mulaj Ismail Ibn Šaríf napadl Ceutu, což bylo začátkem 26 let dlouhé blokády města.
- 1780 byla v Aranjuez podepsána smlouva o přátelství a obchodu mezi Marokem a Španělskem.
- 1844 spor o hranice mezi Marokem a Ceutou, který v roce 1859 vyústil ve válku. V roce 1860 Maroko prohrálo bitvu u Oued Ra's, což vedlo k ukončení války a také k malému rozšíření území Ceuty.
- 1974 se Ceuta stala sídlem Capitanía General de Africa.
- 1978 marocký král Hassan II. si nárokoval Ceutu a Melillu
- 1983 marocká blokáda Melilly i Ceuty
- 1986 březen: Okolo 20.000 lidí demonstrovalo za autonomii Ceuty.
- 1988 bilaterální dohoda mezi Španělskem a Marokem o ekonomické spolupráci
- 1994 září: autonomie Ceuty nebyla španělskou vládou zcela schválena, ale byl založen místní sněm o 25 členech, podobný městským radám ve Španělsku.
- 5. listopadu 2007, král Juan Carlos I. a královna Sofie navštívili město, rozproudili velké nadšení místní populace a protesty marocké vlády. Bylo to poprvé po 80 letech, kdy španělská hlava státu navštívila Ceutu.

## Symboly

### Vlajka
Vlajka Ceuty je tvořena listem o poměru stran 2:3 se čtyřmi černými a čtyřmi bílými trojúhelníky, které jsou uložené od středu vlajky k jejím rohům, uprostřed vlajky je umístěný městský znak.

### Hymna
Hymna Ceuty je píseň Ceuta, mi ciudad querida (česky Ceuta, mé milované město). Text hymny napsal Luis García Rodríguez a hudbu složil Ángel García Ruiz a Matilde Tavera.

## Geografie
Ceuta sousedí jen s Marokem a leží na pobřeží Středozemního moře. Dominantní je hora Monte Hacho, na jejímž vrcholu je španělská vojenská základna. Podle řecké mytologie byla Monte Hacho jižním z tzv. Herkulových sloupů (podle jiných to byla marocká hora Džebel Músá západně od Ceuty). Ceuta leží na výběžku sedmi vrchů, samotné město se nachází na konci úzkého mysu. Podobně jako Melilla má i Ceuta výborný přirozený přístav, kolem něhož vznikla.

## Politický status
Ceuta, spolu s Melillou, je autonomním městem Španělska na území Maroka, které si na obě tato města, stejně jako na několik malých španělských ostrovů při africkém pobřeží (Španělské severoafrické državy), dělá nároky. Toto porovnává s požadavkem Španělska na navrácení Gibraltaru. Ovšem španělská vláda a obě autonomní vlády Ceuty a Melilly a jejich obyvatelé toto srovnání odmítají na základě toho, že obě autonomní města Ceuta a Melilla jsou integrální částí Španělska, kdežto Gibraltar je britské zámořské teritorium a nikdy nebylo součástí Britského království. Islámská minulost Ceuty je také mnohem kratší než zbytku jižního Španělska. Tyto argumenty Maroko považuje za irelevantní.

## Administrace

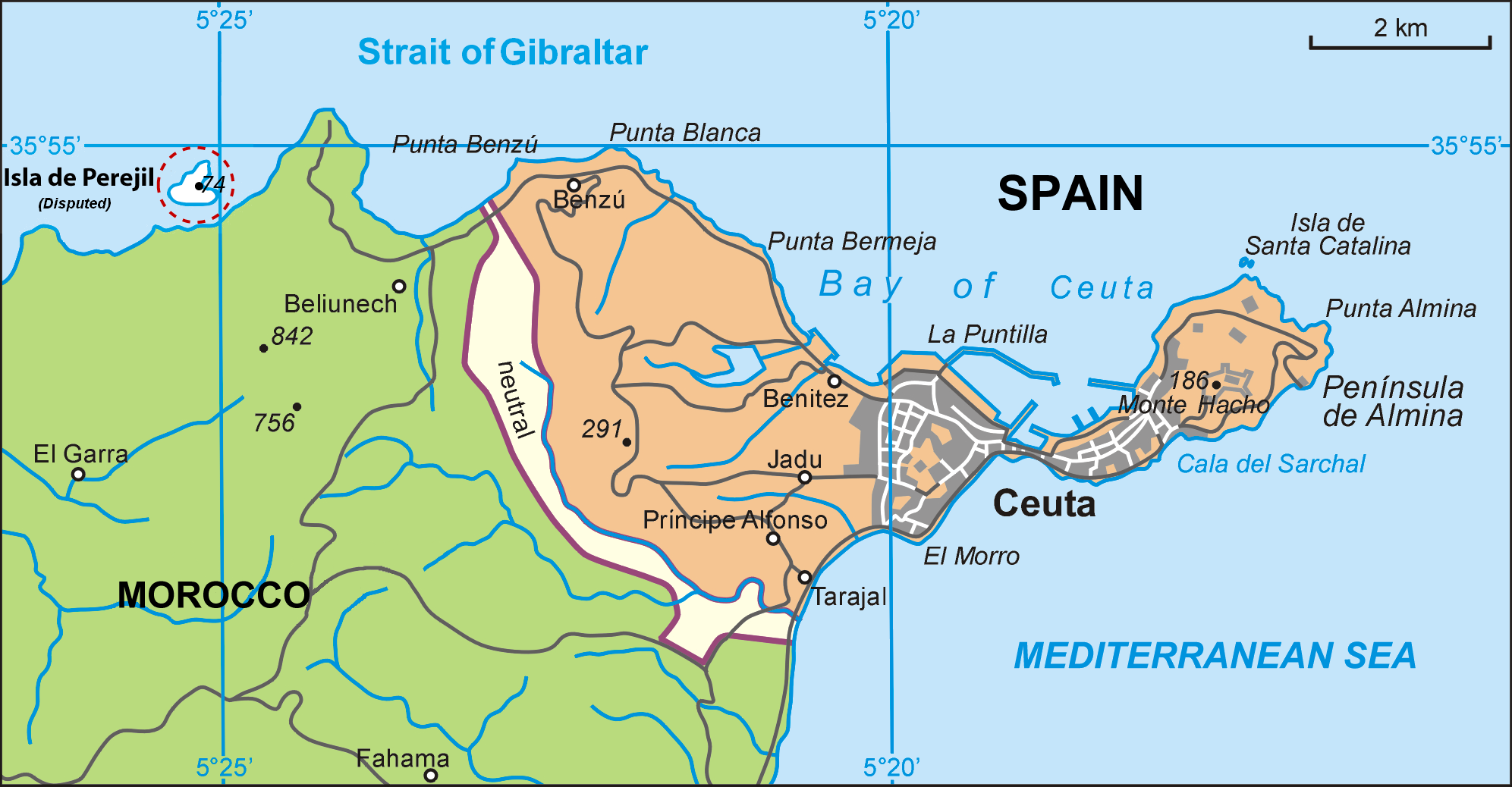
Mapa Ceuty (Ostrov Perejil se nachází mimo obrázek nalevo od pobřeží)

Ceuta, ve španělštině oficiálně známá jako Ciudad Autónoma de Ceuta (Autonomní město Ceuta), se svým postavením nachází mezi standardním španělským městem a autonomním městem. Před získáním statutu autonomie byla (do září 1994) součástí provincie Cádiz.
Ceuta je součástí území Evropské unie. Před vstupem Španělska do Evropské unie v roce 1986 bylo město svobodným přístavem.
Ceuta nemá letiště, avšak existuje tu pravidelná přeprava helikoptérou směřující na letiště do Málagy. Přístup do Ceuty je buď po zemi nebo trajektem.

## Obyvatelstvo
V roce 2006 byla jeho populace 75.861 obyvatel. Populace zahrnuje obyvatelstvo s arabským/muslimským, hinduistickým a židovským původem.
Oficiálním jazykem je španělština. Muslimské obyvatelstvo mluví také arabsky, tato místní hlavně mluvená arabština se nazývá dariya. Ale tento jazyk není oficiálně uznán.
Hovorově se Ceuťané nazývají „caballas“ podle názvu ryby caballa – tedy makrela.

## Plot oddělující Ceutu a Melillu od Maroka
Ceuta se stala cílem migrantů z mnoha zemí Afriky, kteří se pokoušejí přes Maroko (a Alžírsko) dosáhnout města, a docílit tak vstupu do Španělska a tím i EU. Město je sice chráněno před ilegálními přestupy dvěma vysokými ploty (jeden je vysoký pouze 3 m, druhý 8 m), hlásiči pohybu, infračervenými kamerami i četnými hlídkami policie Guardia Civil, ovšem obdobně jako v Melille s pochybnými výsledky. Situace se přiostřila koncem roku 2005, když se proslechlo, že Španělsko má v úmyslu bezpečnostní opatření zesílit. Při následující vlně pokusů o překonání hraničních překážek došlo i k smrtelným zraněním; Maroku pak různé organizace jako Amnesty International či Lékaři bez hranic vytkly, že vysadilo zajaté migranty v poušti. Španělé třetí plot vystavěli. Tentokrát je vyšší, aby se zabránilo snadnému přelézání migrantů na domácky vyrobených žebřících. Avšak kromě toho, že je ještě vyšší, je zároveň vysoce moderní, jeho náklady se odhadují na 33 milionů eur. Je to 11 kilometrů třímetrových souběžných plotů navýšených o ostnatý drát, s pravidelně rozestavenými pozorovatelnami a se silnicí, která se mezi nimi táhne, aby posloužila policejním nebo ambulantním vozidlům v případě potřeby. Podzemní kabely spojují reflektory, hlukové a pohybové senzory a videokamery do centrální kontrolní kabiny/boudy.